# Vy-lès-Lure
Vy-lès-Lure est une commune française située dans le département de la Haute-Saône, la région culturelle et historique de Franche-Comté et la région administrative Bourgogne-Franche-Comté.
La commune connait une exploitation charbonnière entre 1853 et 1905 relancée entre 1942 et 1944.
Peuplée de 669 habitants en 2022, la commune est légèrement vallonnée. Son altitude varie de 275 mètres à 359 mètres dans le bois du Roi, au nord-ouest village. La commune est bordée à l'est par la Reigne et par l'Ognon.

## Géographie

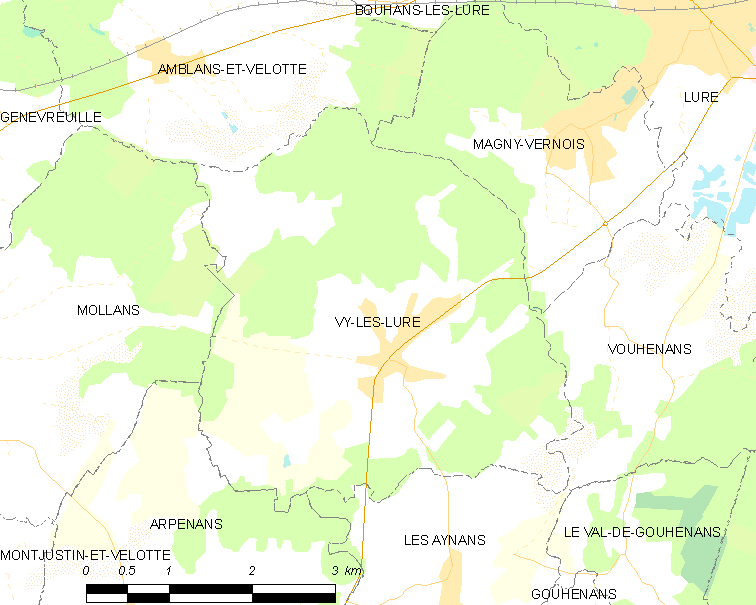
L'espace communal du village.

### Localisation
Vy-lès-Lure est une commune de Haute-Saône, située sur l'axe Lure / Villersexel (route départementale n° 486).
Lure, sous-préfecture de la Haute-Saône, est à 6 kilomètres, Villersexel à 12 kilomètres, l'A36 (échangeur de Baume-les-Dames) à 34 kilomètres.

### Topographie

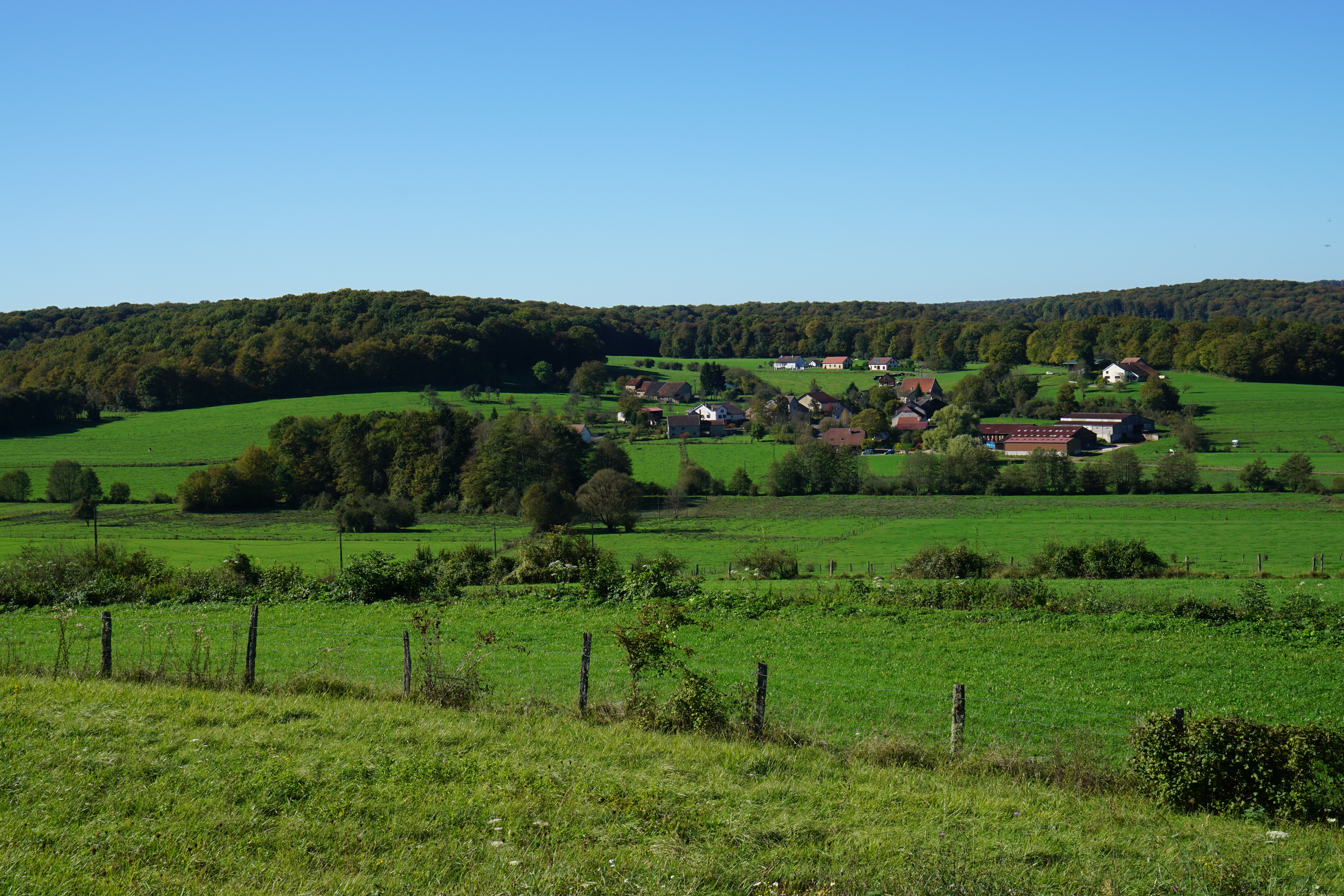
La Grange du Vau.

La commune occupe un espace vallonné de 156 km2 dont l’altitude varie de 275 mètres à 359 mètres dans le bois du Roi, au nord-ouest village. Ce dernier est au cœur d'un espace agricole, entouré de forêts en périphérie. La commune possède un hameau connu sous le nom de la Grange du Vau, où du charbon a été exploité.

### Géologie
Le territoire communal repose sur le bassin houiller keupérien de Haute-Saône.

### Hydrographie

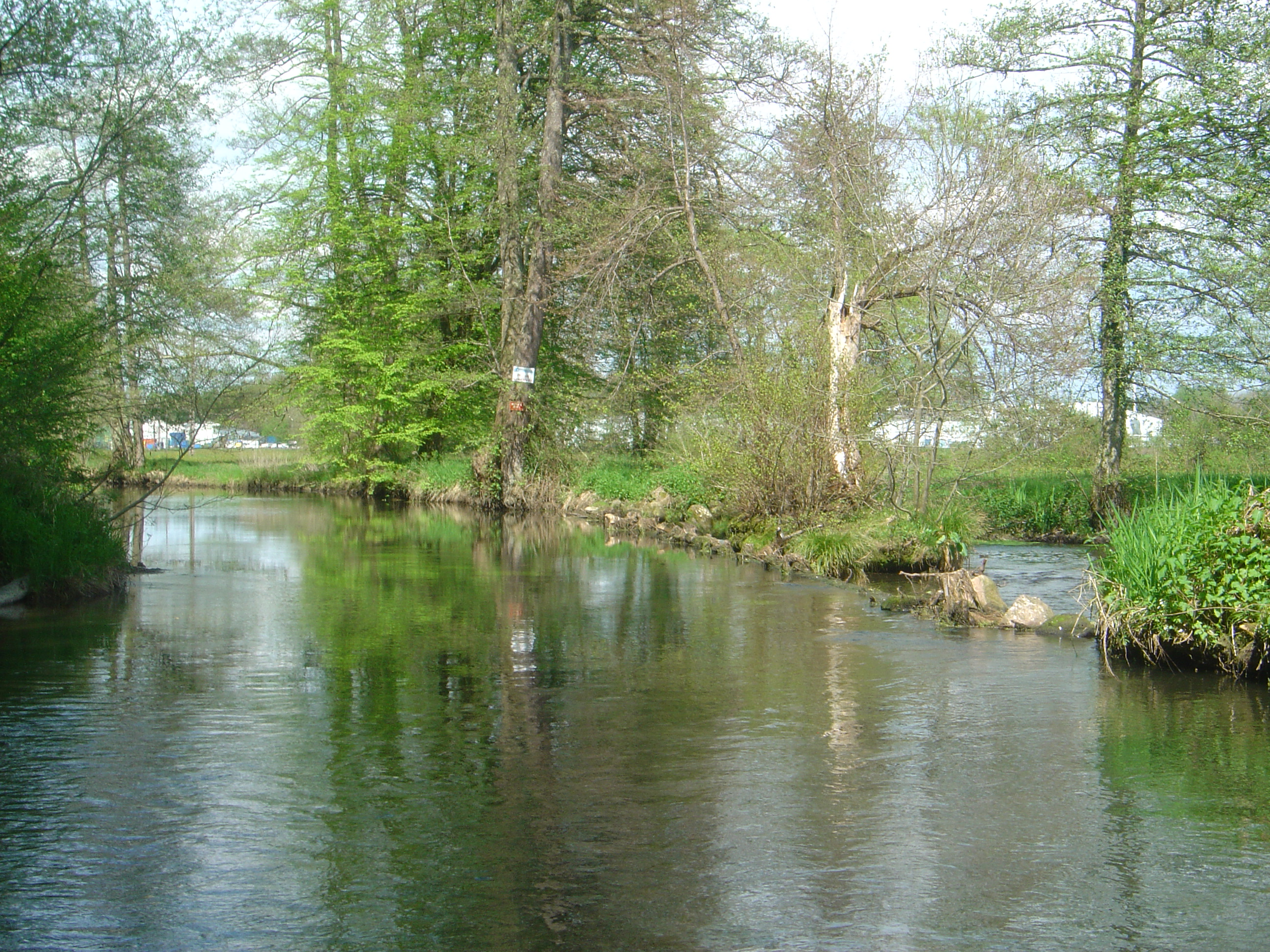
Barrage sur la Reigne à Vy-lès-Lure.

L'Ognon coule à la limite est du territoire communal et reçoit la Reigne, alimentée par Le Razou. Un barrage sur la Reigne envoie l'eau vers un canal[réf. nécessaire], qui dessert "le Moulin Blanc". Les ruisseaux Gros et Petit Varais se dirigent vers l'Ognon au sud-ouest. Dans cette direction existent quelques petits ruisseaux.

### Transports et voies de communication
La commune est traversée en son centre par la D 484, liant Lure et Villersexel. La gare de Lure est l'accès au rail le plus proche, permettant d'accéder à Vesoul, Belfort, Luxeuil plus loin, Épinal. En matière de transport en commun, seule une ligne de bus des Lignes Saônoises permet de se déplacer en bus.
La voie ferrée issue de la ligne désaffectée de Montbozon à Lure passe également sur le territoire communal.

### Climat
Pour des articles plus généraux, voir Climat de la Bourgogne-Franche-Comté et Climat de la Haute-Saône.
En 2010, le climat de la commune est de type climat de montagne, selon une étude du Centre national de la recherche scientifique s'appuyant sur une série de données couvrant la période 1971-2000. En 2020, Météo-France publie une typologie des climats de la France métropolitaine dans laquelle la commune est exposée à un climat semi-continental et est dans la région climatique Lorraine, plateau de Langres, Morvan, caractérisée par un hiver rude (1,5 °C), des vents modérés et des brouillards fréquents en automne et hiver.
Pour la période 1971-2000, la température annuelle moyenne est de 10 °C, avec une amplitude thermique annuelle de 17,3 °C. Le cumul annuel moyen de précipitations est de 1 101 mm, avec 12,6 jours de précipitations en janvier et 10,3 jours en juillet. Pour la période 1991-2020, la température moyenne annuelle observée sur la station météorologique de Météo-France la plus proche, « Villersexel Sa », sur la commune de Villersexel à 11 km à vol d'oiseau, est de 10,8 °C et le cumul annuel moyen de précipitations est de 1 037,9 mm. 
La température maximale relevée sur cette station est de 38,4 °C, atteinte le 8 août 2003 ; la température minimale est de −19,4 °C, atteinte le 20 décembre 2009,,.
Les paramètres climatiques de la commune ont été estimés pour le milieu du siècle (2041-2070) selon différents scénarios d'émission de gaz à effet de serre à partir des nouvelles projections climatiques de référence DRIAS-2020. Ils sont consultables sur un site dédié publié par Météo-France en novembre 2022.

## Urbanisme

### Typologie
Au 1er janvier 2024, Vy-lès-Lure est catégorisée commune rurale à habitat dispersé, selon la nouvelle grille communale de densité à sept niveaux définie par l'Insee en 2022.
Elle est située hors unité urbaine. Par ailleurs la commune fait partie de l'aire d'attraction de Lure, dont elle est une commune de la couronne,. Cette aire, qui regroupe 33 communes, est catégorisée dans les aires de moins de 50 000 habitants,.

### Occupation des sols
L'occupation des sols de la commune, telle qu'elle ressort de la base de données européenne d’occupation biophysique des sols Corine Land Cover (CLC), est marquée par l'importance des forêts et milieux semi-naturels (48,2 % en 2018), une proportion sensiblement équivalente à celle de 1990 (48,1 %). La répartition détaillée en 2018 est la suivante : 
forêts (46,4 %), prairies (25,2 %), terres arables (11,7 %), zones agricoles hétérogènes (11,1 %), zones urbanisées (3,8 %), milieux à végétation arbustive et/ou herbacée (1,8 %). L'évolution de l’occupation des sols de la commune et de ses infrastructures peut être observée sur les différentes représentations cartographiques du territoire : la carte de Cassini (XVIIIe siècle), la carte d'état-major (1820-1866) et les cartes ou photos aériennes de l'IGN pour la période actuelle (1950 à aujourd'hui).

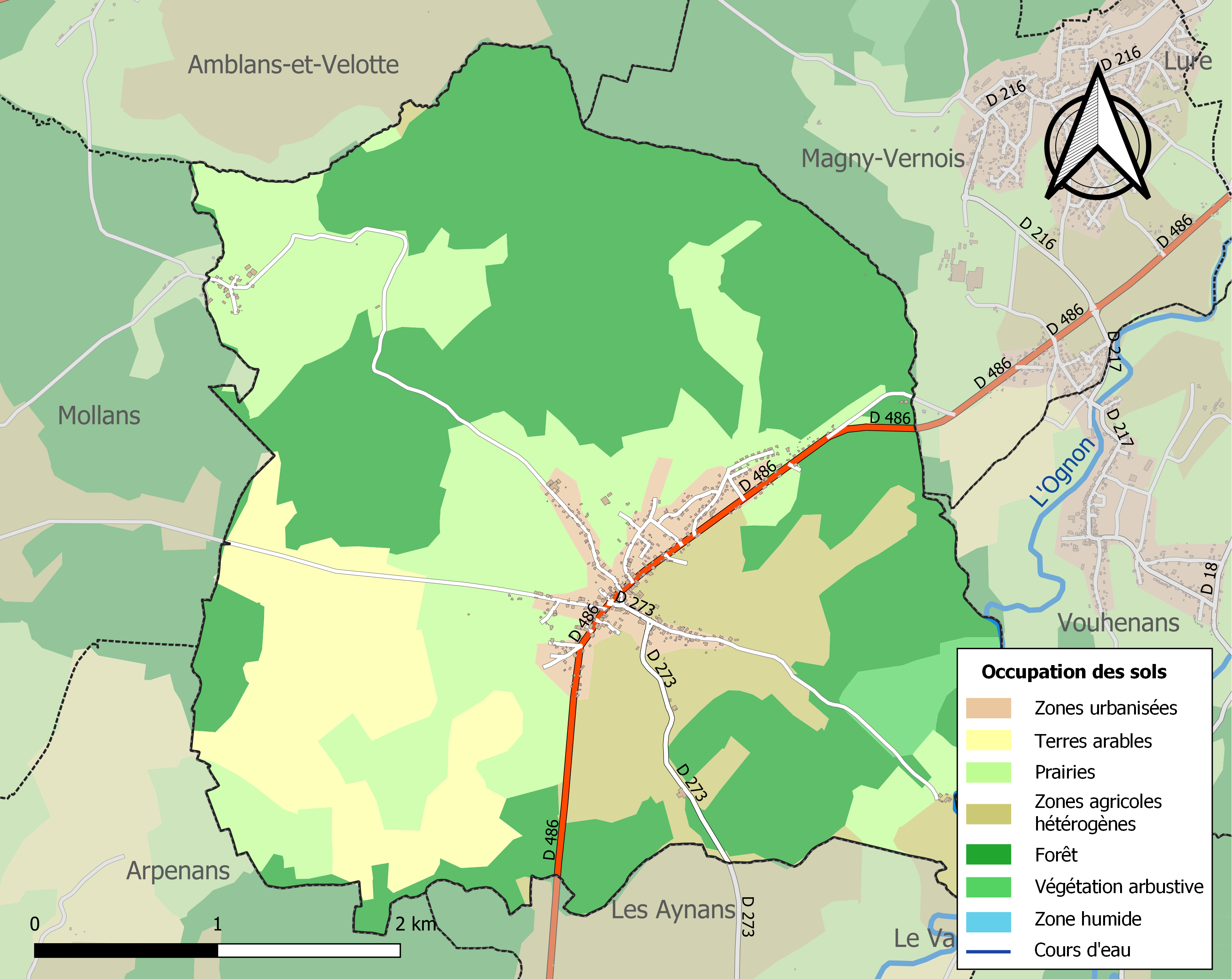
Carte des infrastructures et de l'occupation des sols de la commune en 2018 (CLC).

### Projet d'aménagement et paysage
La commune fait partie du plan local d'urbanisme intercommunal (PLUi) de la communauté de communes du pays de Lure (CCPL), document d'urbanisme de référence pour la commune et toute l'intercommunalité approuvé le 26 juin 2018. Vy-lès-Lure fait également partie du SCOT du pays des Vosges saônoises, un projet de territoire visant à mettre en cohérence l'ensemble des politiques sectorielles, notamment en matière d’habitat, de mobilité, d’aménagement commercial, d’environnement et de paysage.

## Toponymie
Jadis, le village avais le petit nom de Vy, qui est devenue par la suite Vile, Vis. Lès signifie à côté de.

## Histoire

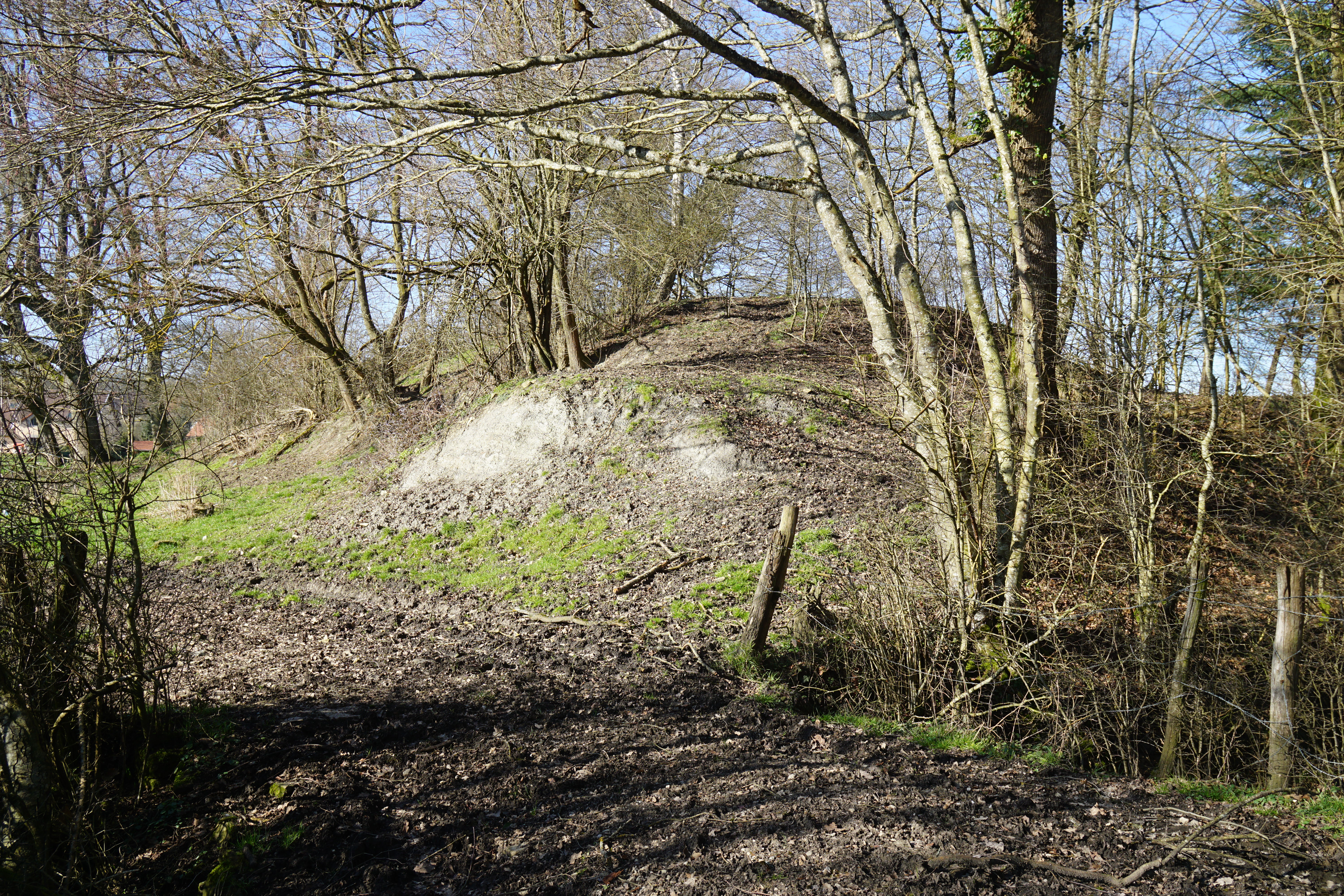
Le terril Sainte-Barbe est le principal vestige de l'exploitation minière sur le territoire communal.

Une concession de 973 ha est accordé en 1842 pour l'exploitation de la houille sur le territoire communal. Les houillères de Vy-lès-Lure exploitent le charbon entre 1853 et 1906. La concession est abandonnée en 1925, puis l'exploitation est relancée entre 1942 et 1944.

## Politique et administration

Carte départementale représentant en rouge la communauté de communes du Pays de Lure.

### Rattachements administratifs et électoraux
La commune fait partie de l'arrondissement de Lure du département de la Haute-Saône. Pour l'élection des députés, elle fait partie de la deuxième circonscription de la Haute-Saône.
Elle faisait partie de 1801 à 1985 du canton de Lure.  Celui-ci a été scindé par le décret du 31 janvier 1985 et la commune rattachée au canton de Lure-Sud. Dans le cadre du redécoupage cantonal de 2014 en France, la commune fait désormais partie du canton de Lure-2.
La commune de Vy-lès-Lure fait  partie du ressort du tribunal d'instance, du conseil de prud'hommes et du tribunal paritaire des baux ruraux de Lure, du tribunal de grande instance, du tribunal de commerce et de la cour d'assises de Vesoul, du tribunal des affaires de Sécurité sociale du Territoire de Belfort et de la cour d'appel de Besançon.
Dans l'ordre administratif, elle relève du tribunal administratif de Besançon et de la cour administrative d'appel de Nancy,.

### Intercommunalité
La commune fait partie de la communauté de communes du pays de Lure (CCPL), intercommunalité créée en 1998 et dont le territoire est progressivement passé de 8 communes à l'origine à 24 communes en 2016.

### Liste des maires

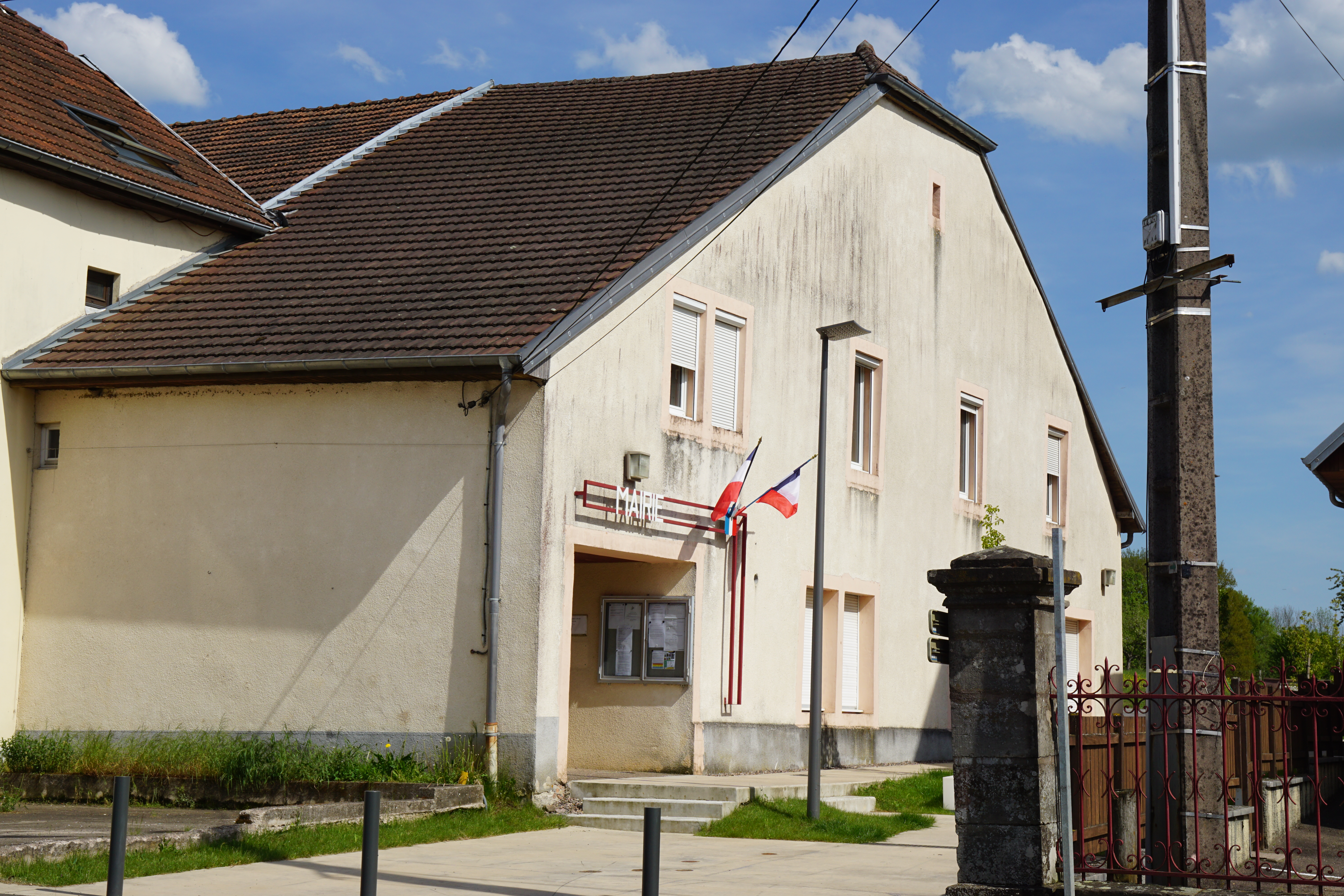
La mairie.

| Période                                  | Période                   | Identité               | Étiquette | Qualité                                               |
| ---------------------------------------- | ------------------------- | ---------------------- | --------- | ----------------------------------------------------- |
| Les données manquantes sont à compléter. |                           |                        |           |                                                       |
| juin 1995                                | mars 2008                 | Henri Steinmann        |           |                                                       |
| mars 2008                                | En cours (au 2 juin 2020) | Christine Descollonges |           | Assistante maternelle Réélue pour le mandat 2020-2026 |

## Population et société

### Évolutions démographiques
L'évolution du nombre d'habitants est connue à travers les recensements de la population effectués dans la commune depuis 1793. Pour les communes de moins de 10 000 habitants, une enquête de recensement portant sur toute la population est réalisée tous les cinq ans, les populations de référence des années intermédiaires étant quant à elles estimées par interpolation ou extrapolation. Pour la commune, le premier recensement exhaustif entrant dans le cadre du nouveau dispositif a été réalisé en 2004.

En 2022, la commune comptait 714 habitants, en évolution de +7,85 % par rapport à 2016 (Haute-Saône : −1,4 %, France hors Mayotte : +2,11 %).
| 1793 | 1800 | 1806  | 1821 | 1831  | 1836  | 1841  | 1846  | 1851  |
| ---- | ---- | ----- | ---- | ----- | ----- | ----- | ----- | ----- |
| 914  | 925  | 1 034 | 890  | 1 261 | 1 188 | 1 133 | 1 181 | 1 158 |

| 1856  | 1861  | 1866  | 1872  | 1876 | 1881 | 1886 | 1891 | 1896 |
| ----- | ----- | ----- | ----- | ---- | ---- | ---- | ---- | ---- |
| 1 089 | 1 045 | 1 012 | 1 023 | 998  | 891  | 855  | 798  | 776  |

| 1901 | 1906 | 1911 | 1921 | 1926 | 1931 | 1936 | 1946 | 1954 |
| ---- | ---- | ---- | ---- | ---- | ---- | ---- | ---- | ---- |
| 824  | 755  | 651  | 590  | 590  | 545  | 508  | 504  | 501  |

| 1962 | 1968 | 1975 | 1982 | 1990 | 1999 | 2004 | 2006 | 2009 |
| ---- | ---- | ---- | ---- | ---- | ---- | ---- | ---- | ---- |
| 501  | 514  | 437  | 514  | 544  | 555  | 559  | 589  | 663  |

| 2014 | 2019 | 2022 | - | - | - | - | - | - |
| ---- | ---- | ---- | - | - | - | - | - | - |
| 669  | 704  | 714  | - | - | - | - | - | - |

### Santé
L'hôpital le plus proche étant celui de Lure, de plus en plus désinvestis par les services publics au profit de celui de Vesoul, il n'est pas exclu qu'à moyen terme, Vy-lès-Lure se trouve dans un désert médical, contraignant à la fréquentation des hôpitaux de Belfort, Montbéliard ou Vesoul, accessible entre 30 minutes et une heure en voiture. Par ailleurs, ces hôpitaux fusionnent en 2017 au profit de la nouvelle infrastructure commune du centre hospitalier de Belfort-Montbéliard, située à mi-chemin entre les deux villes, à Trévenans.

### Services
Hormis les services assurés par la mairie, un nouveau pôle éducatif construit en 2014 par le SIVU des rivières pour une centaine d'enfants des communes des Aynans, du Val-de-Gouhenans et de Vy-lès-Lure,, ainsi qu'un un bureau de poste, la commune n'a aucun service public sur son territoire. L'ensemble des autres services publics sont disponibles à Lure, qui concentre le Pôle emploi, EDF, les impôts, la justice ou la bibliothèque, médiathèque et espace culturels.

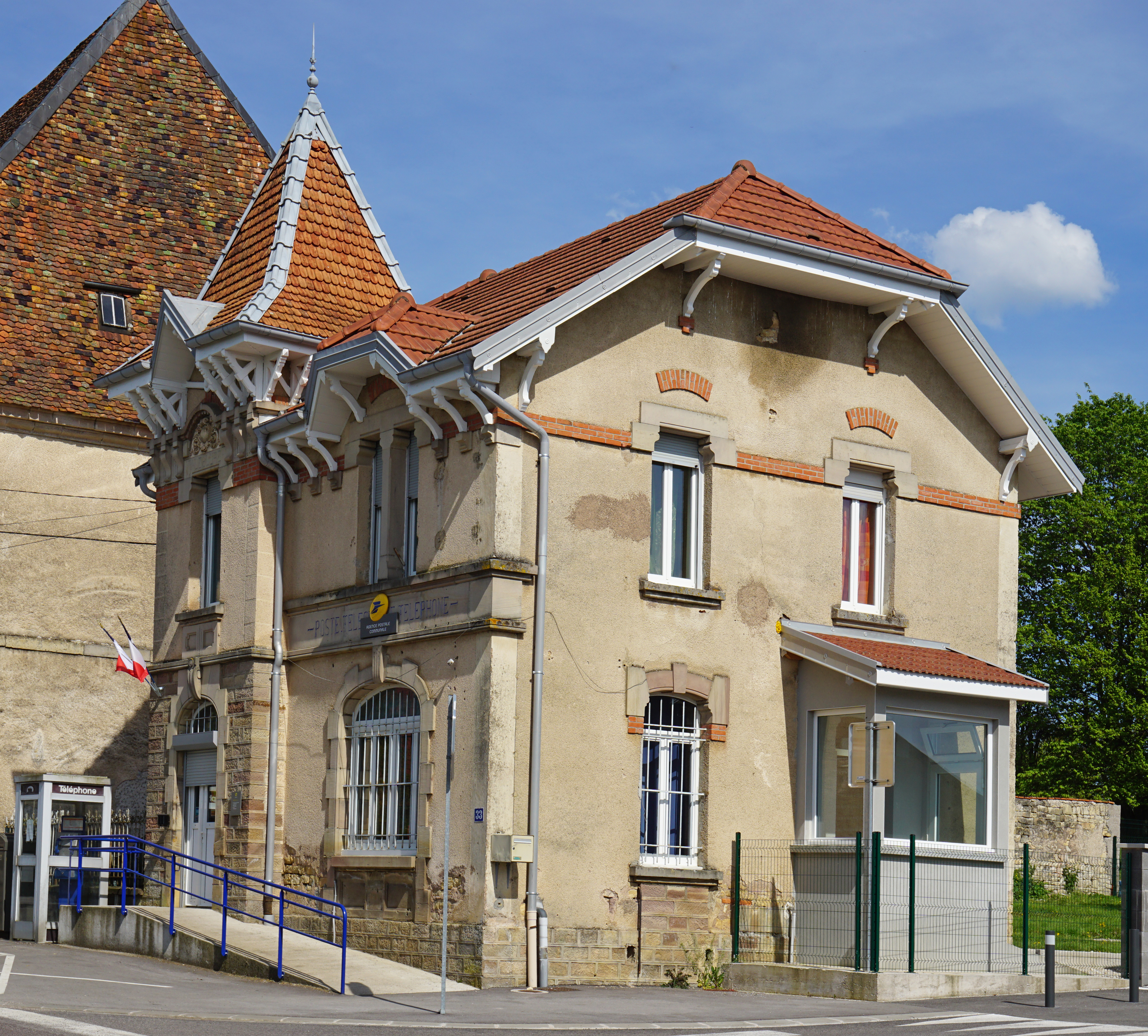
Le bureau de poste.
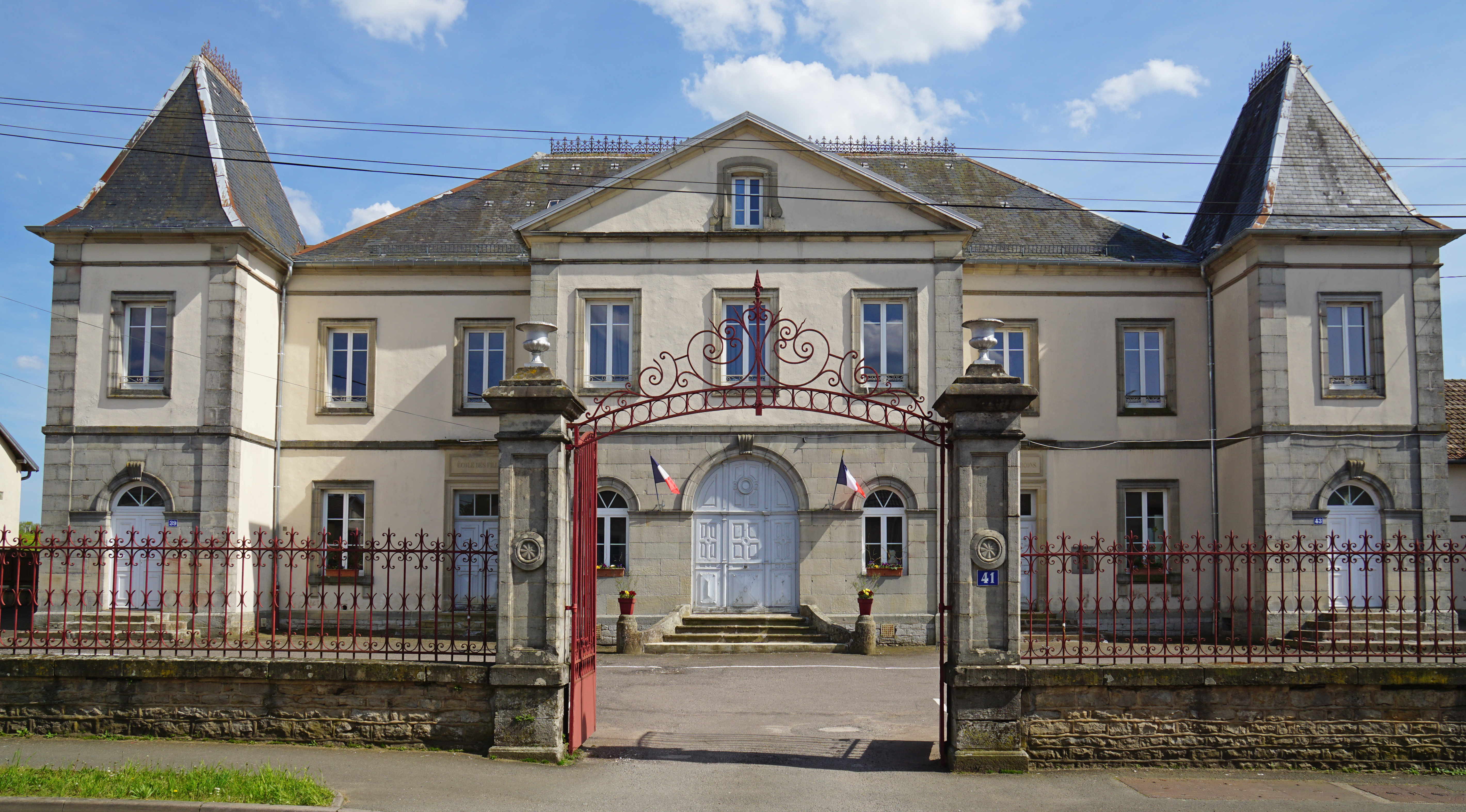
Ancienne mairie-école.
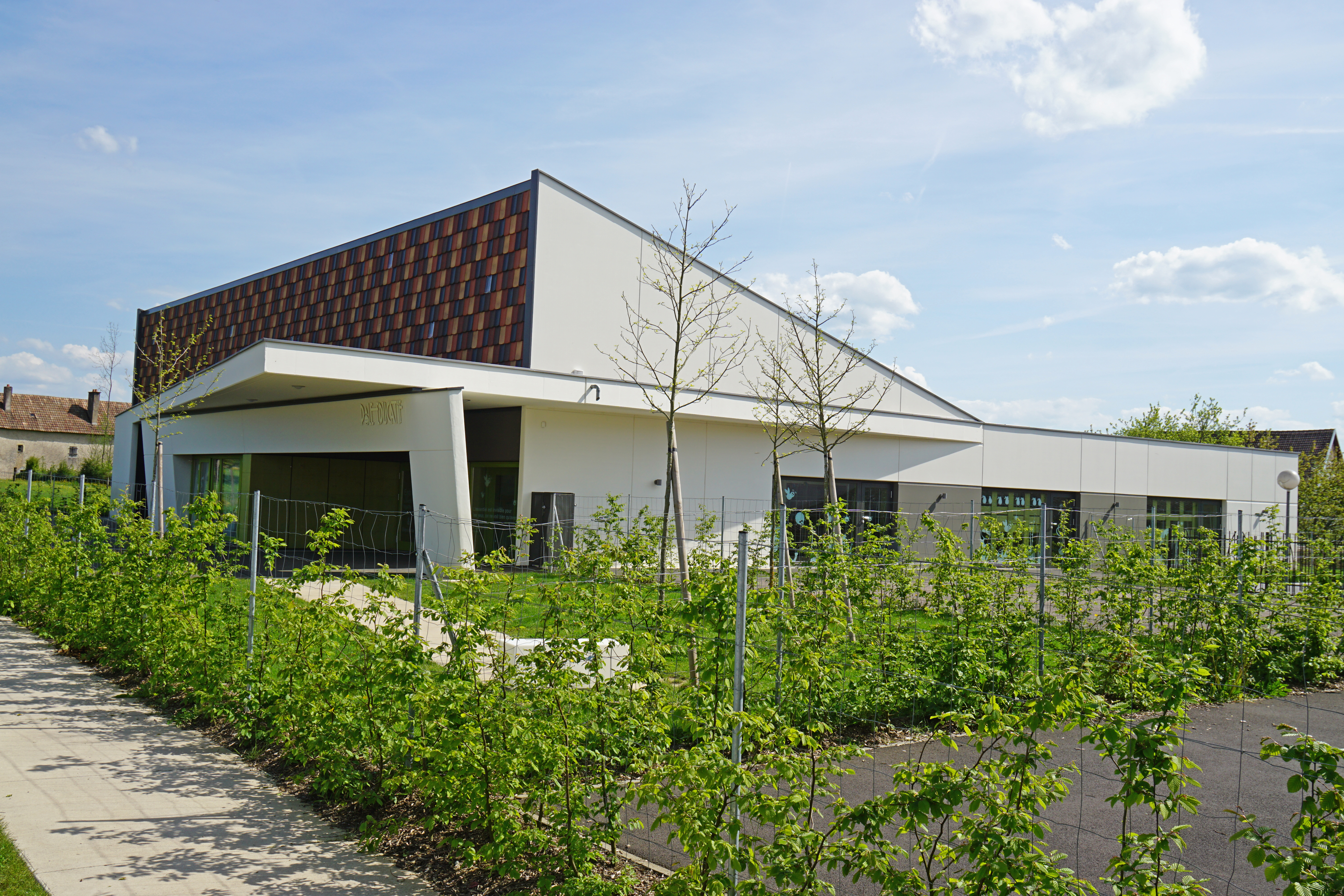
Le pôle éducatif.

### Cultes

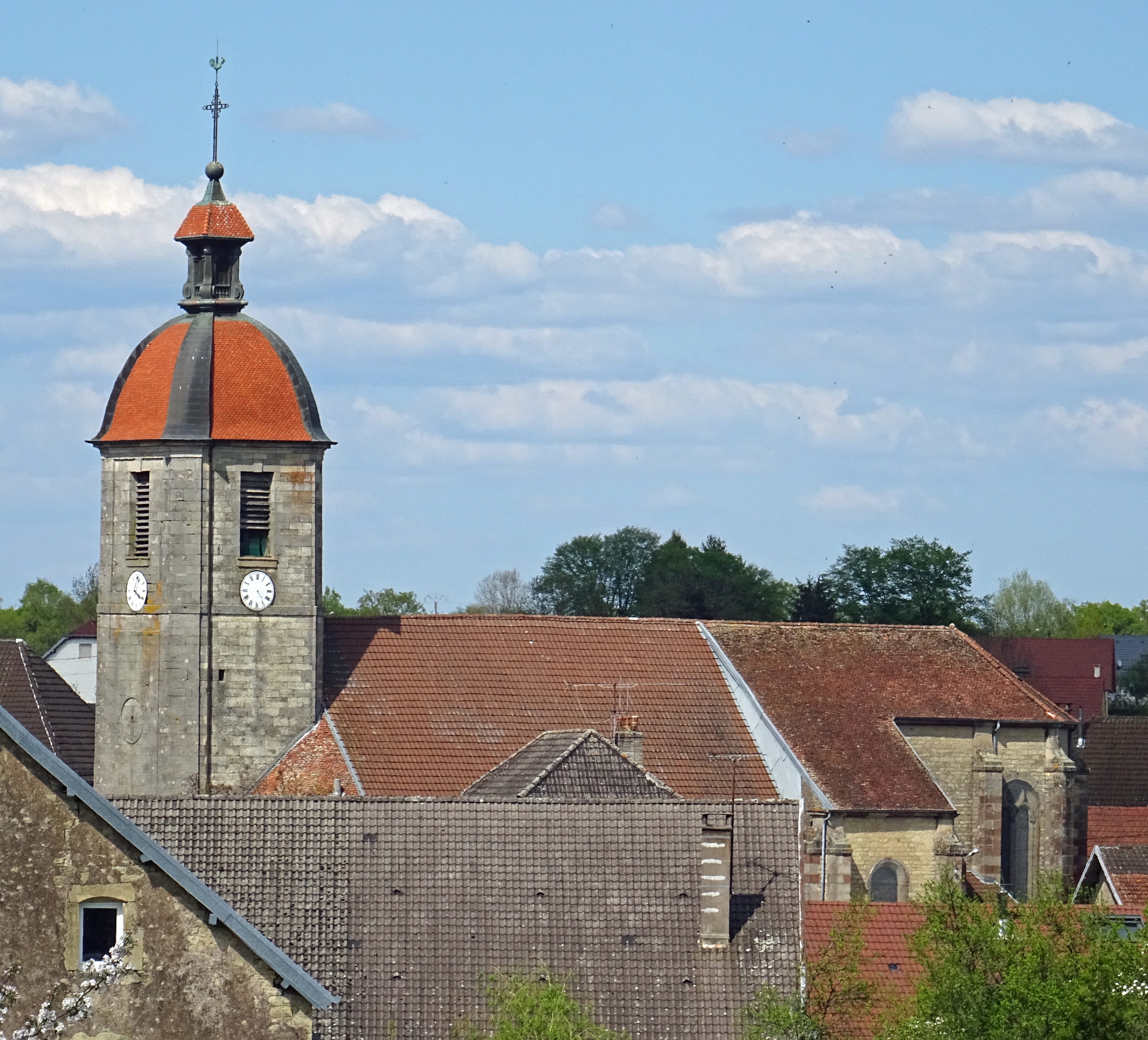
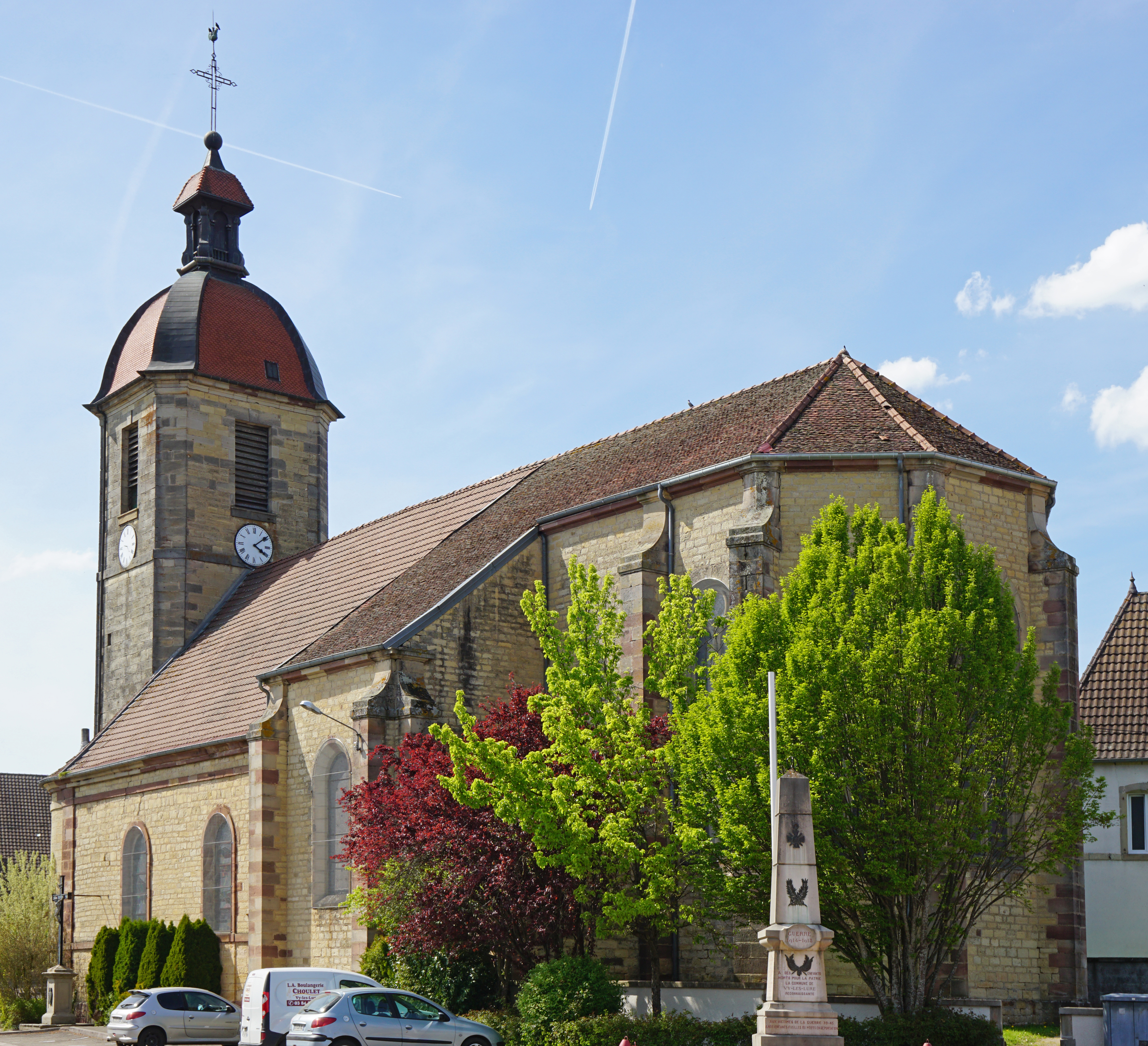
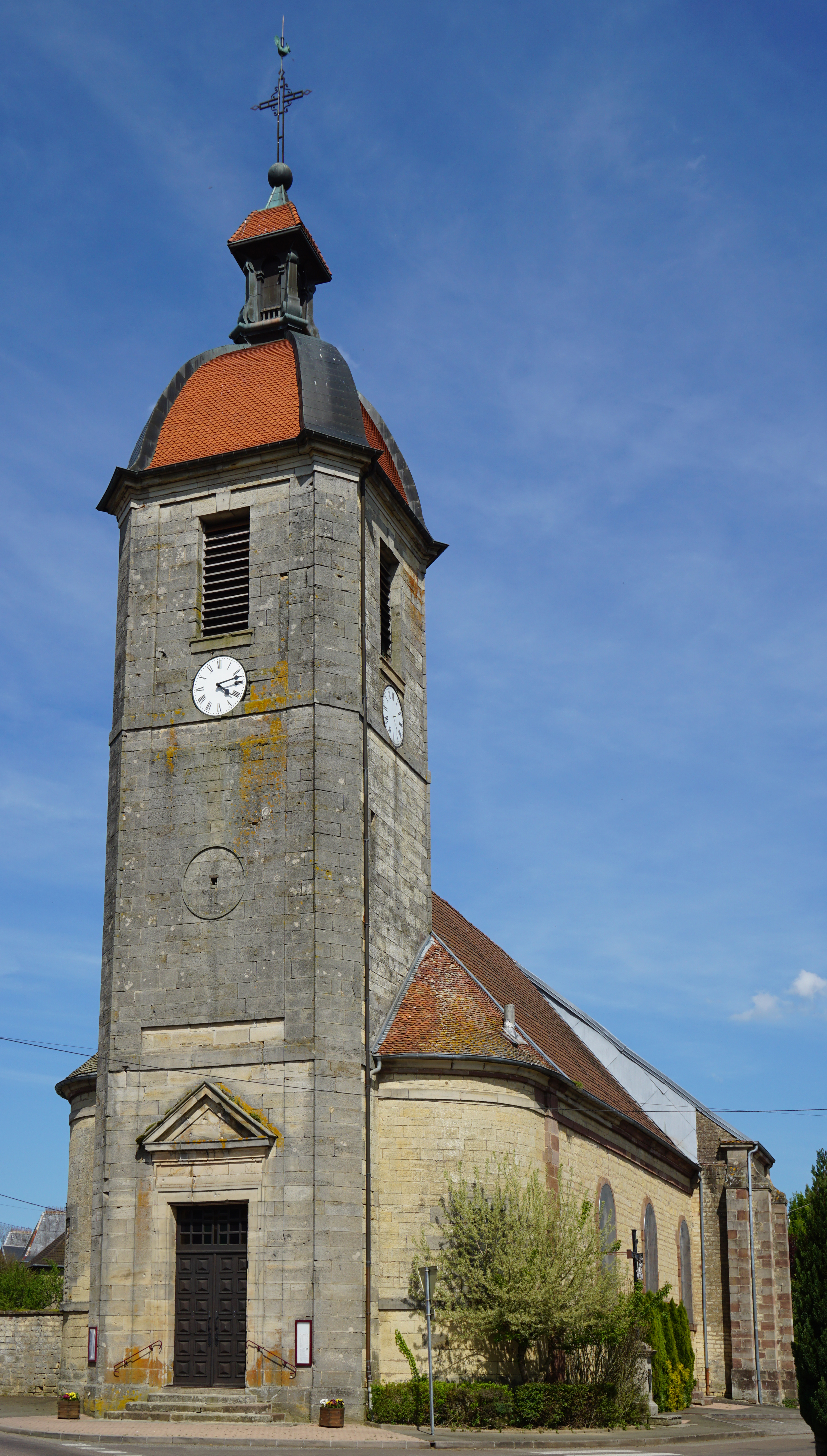
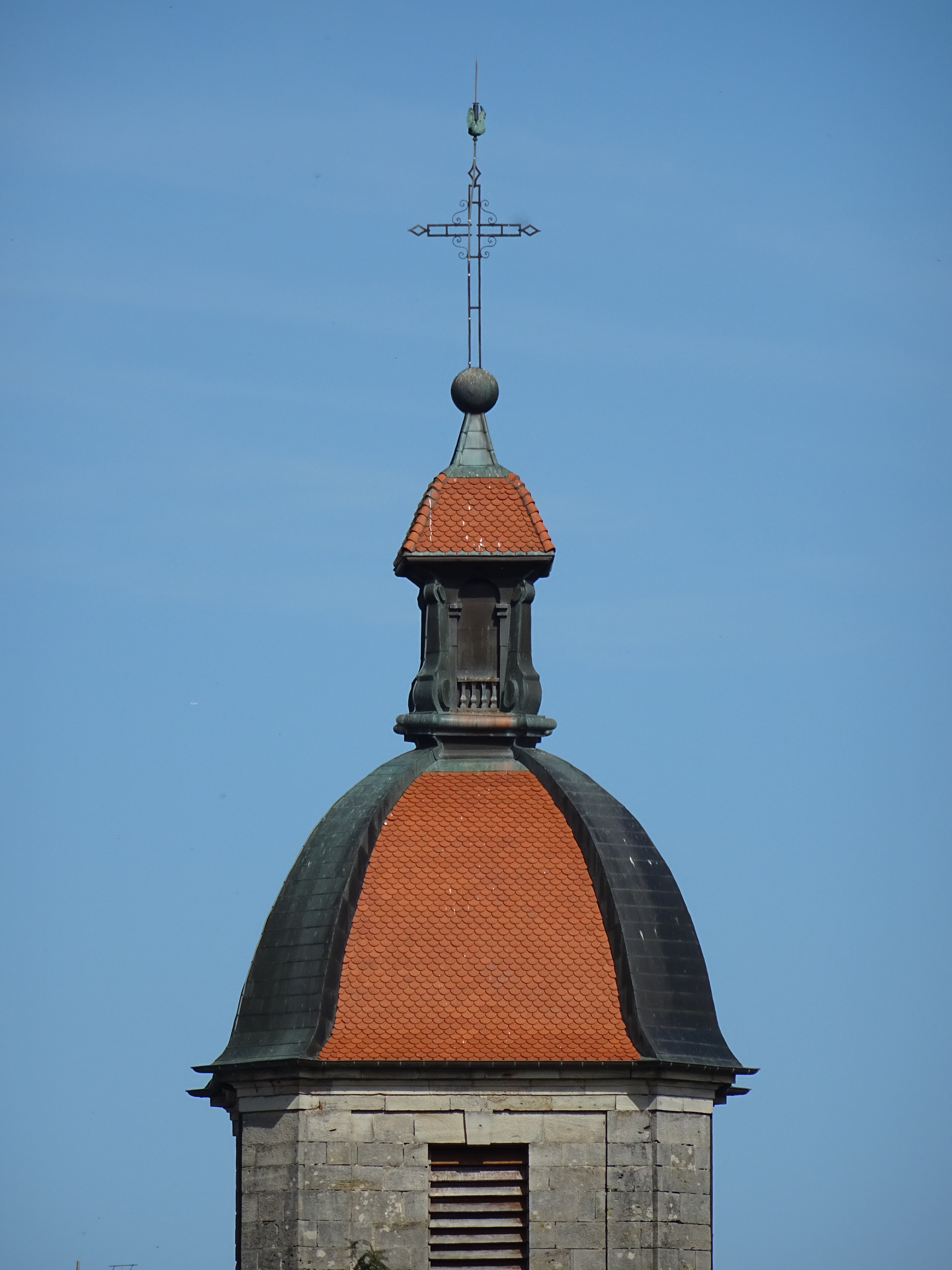

Le village dispose d'une église catholique.

### Médias
La fibre optique et l'ADSL desservent la commune.

## Économie
Le village dépendant économiquement des deux centres urbains de Lure et de l'agglomération d'Héricourt-Montbéliard. Ces deux pôles offrent de nombreux emplois et sont rapidement accessibles par la double-voie expresse E 54 passant dans ces axes à proximité.

## Culture locale et patrimoine

### Lieux et monuments
Des chemins de randonnées sont aménagés avec édition d'un guide. Par ailleurs, un parcours de santé de 1 700 mètres existe au lieu-dit « le Chemin de Crasse » : il longe les rivières "la Reigne" et "le Razou".

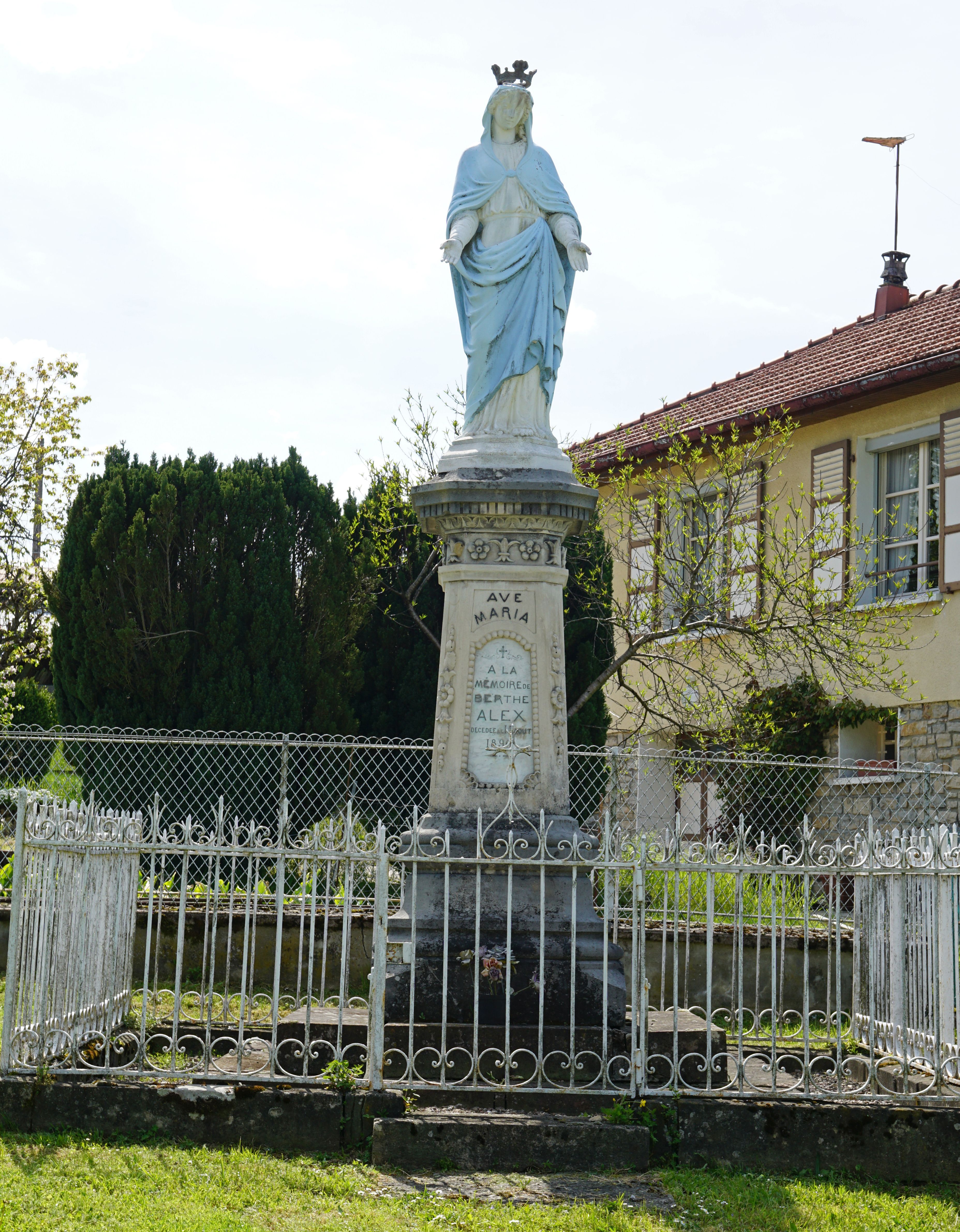
Statue de la Vierge.
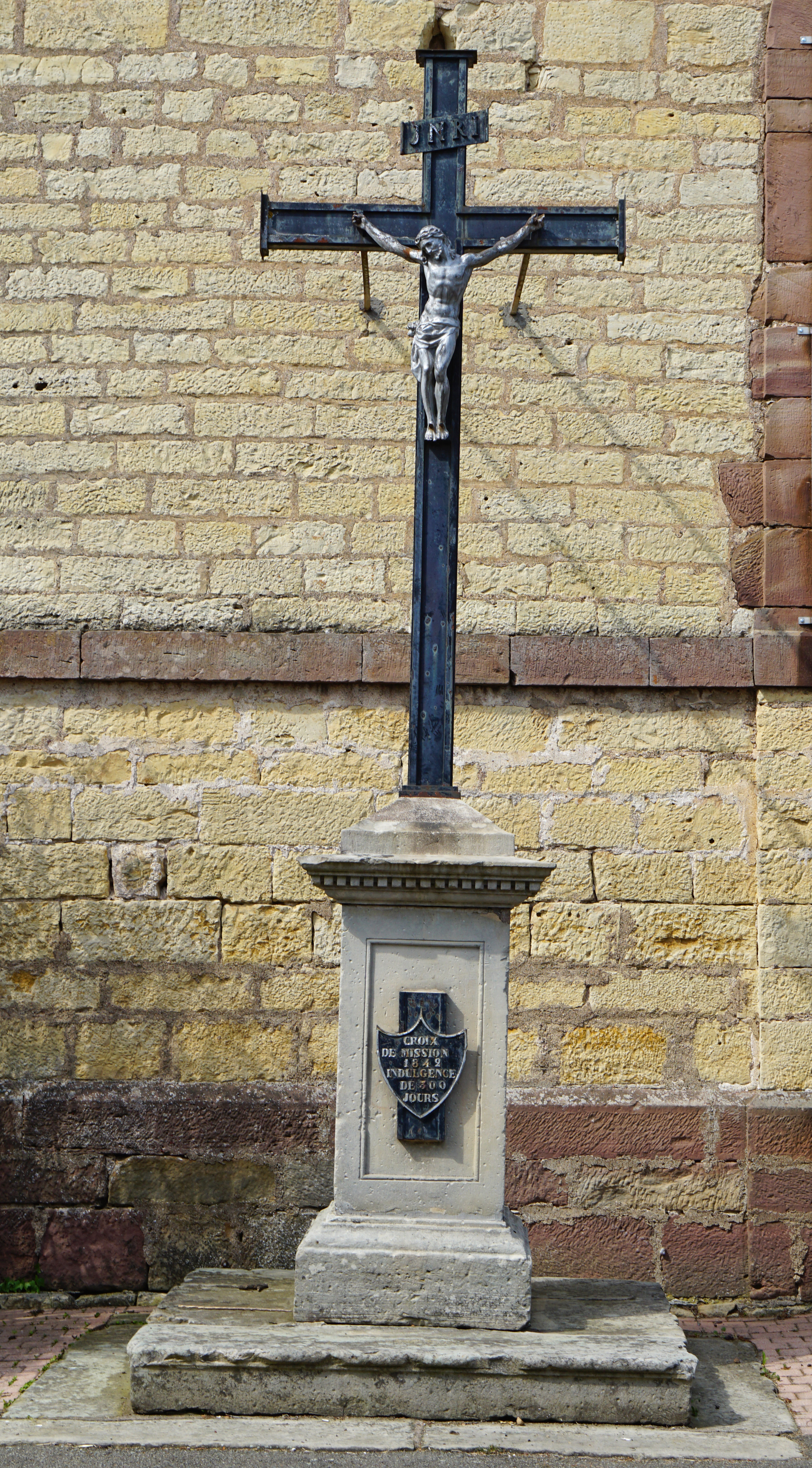
Calvaire.
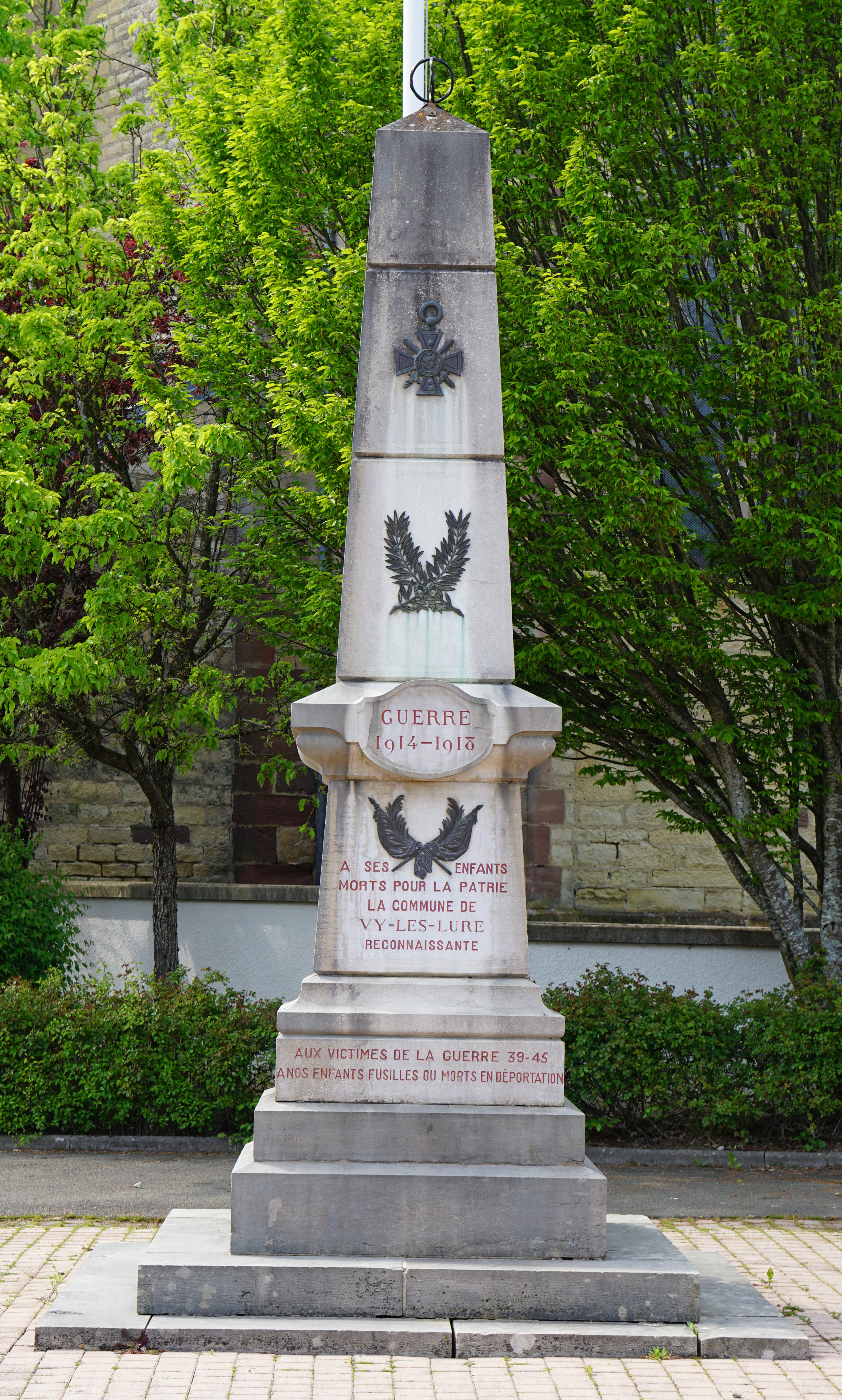
Monument aux morts.
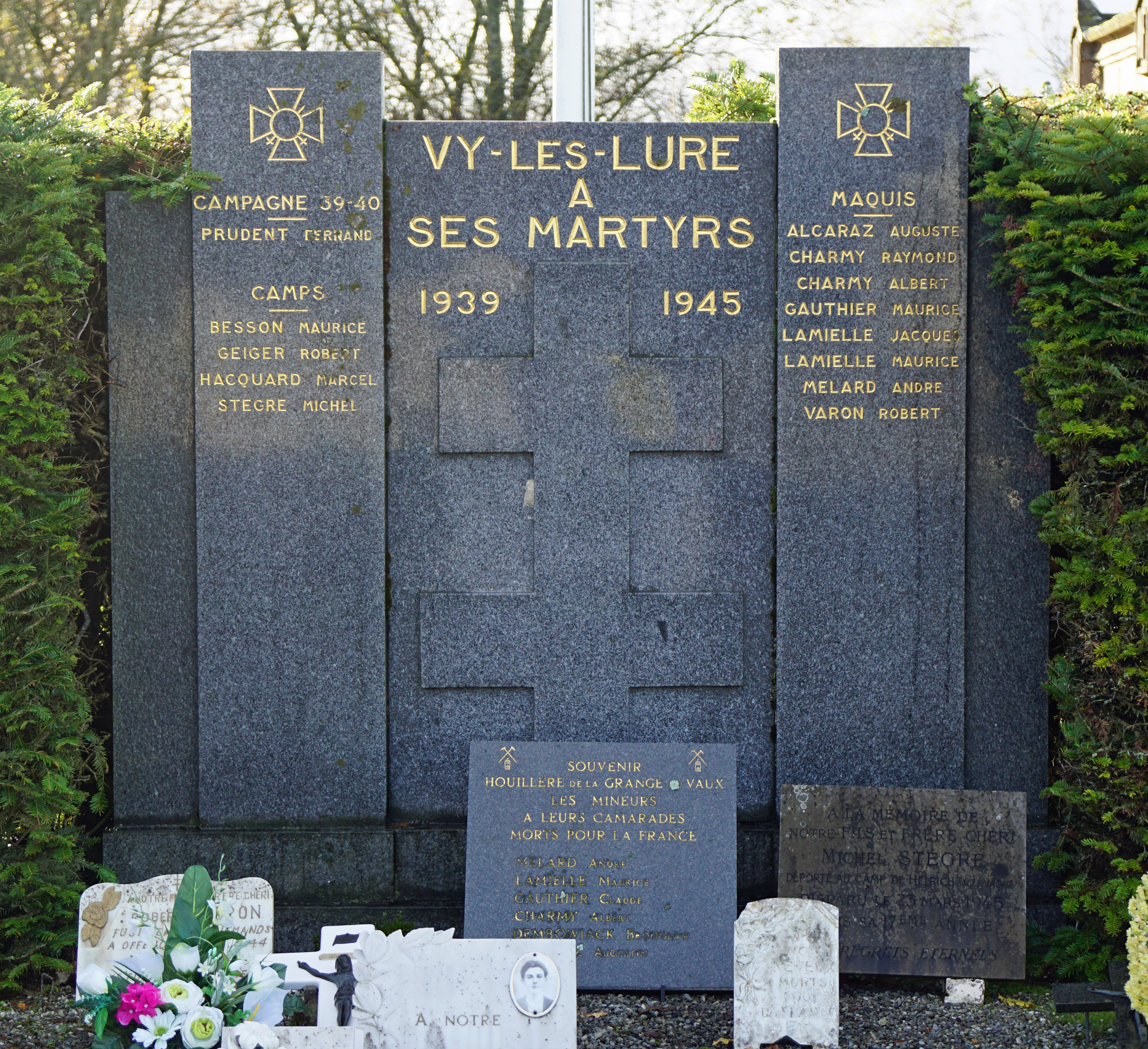
Monument de la Seconde Guerre mondiale.
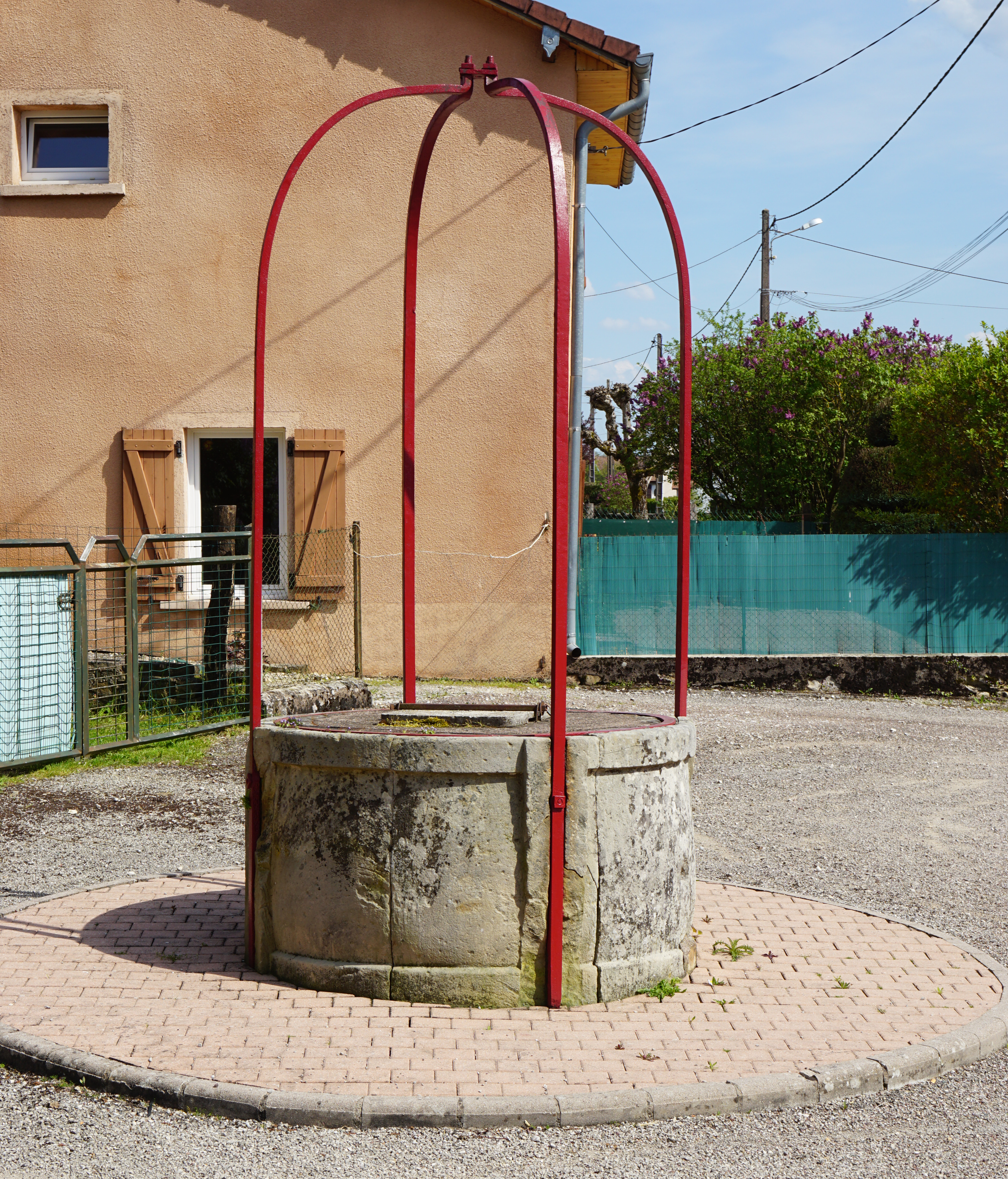
Puits.
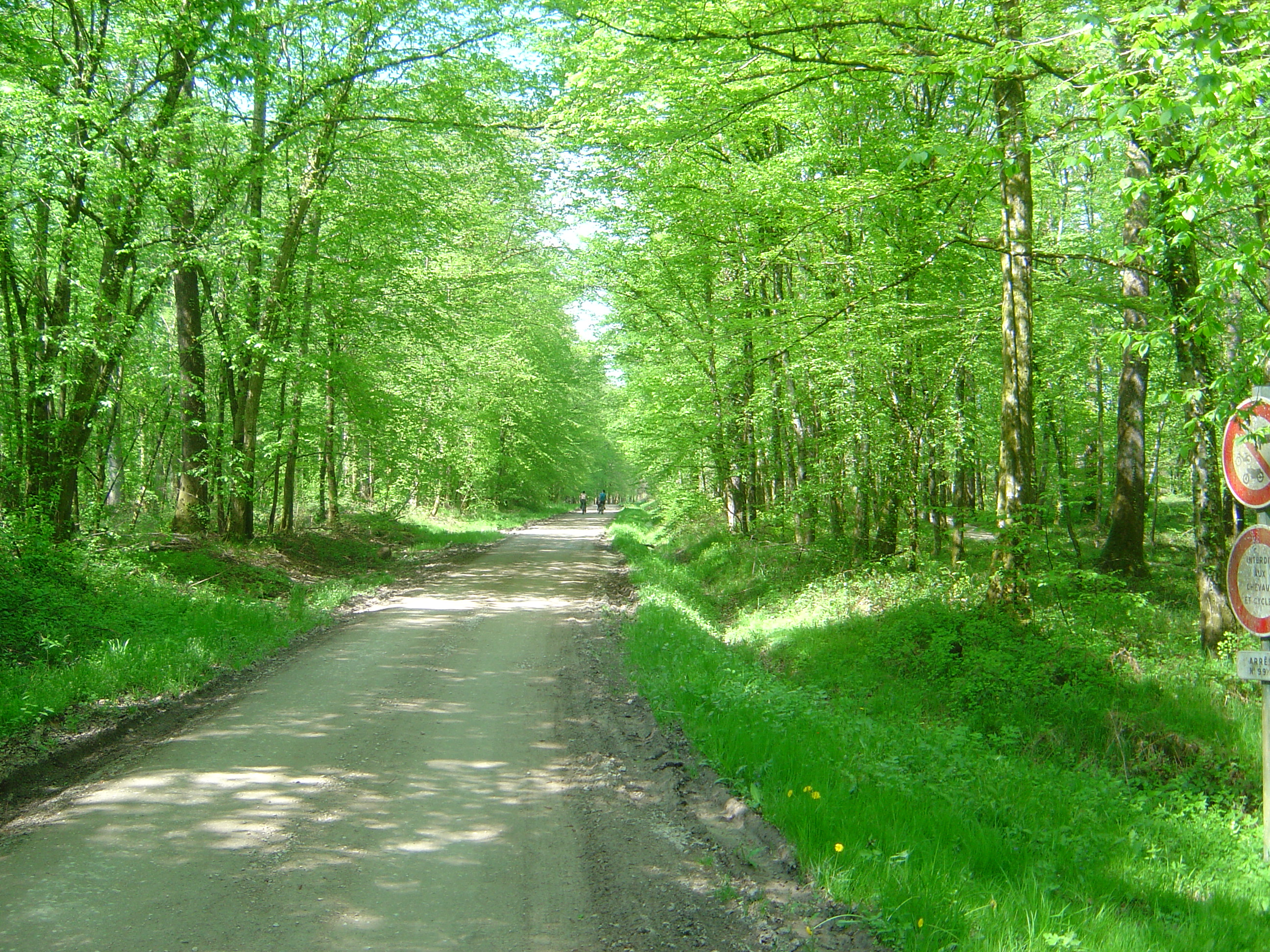
Chemin dans la forêt à Vy-lès-Lure.

Des vestiges miniers sont observables au hameau de La Grange du Vau.

Vestiges miniers de la Grange du Vau.
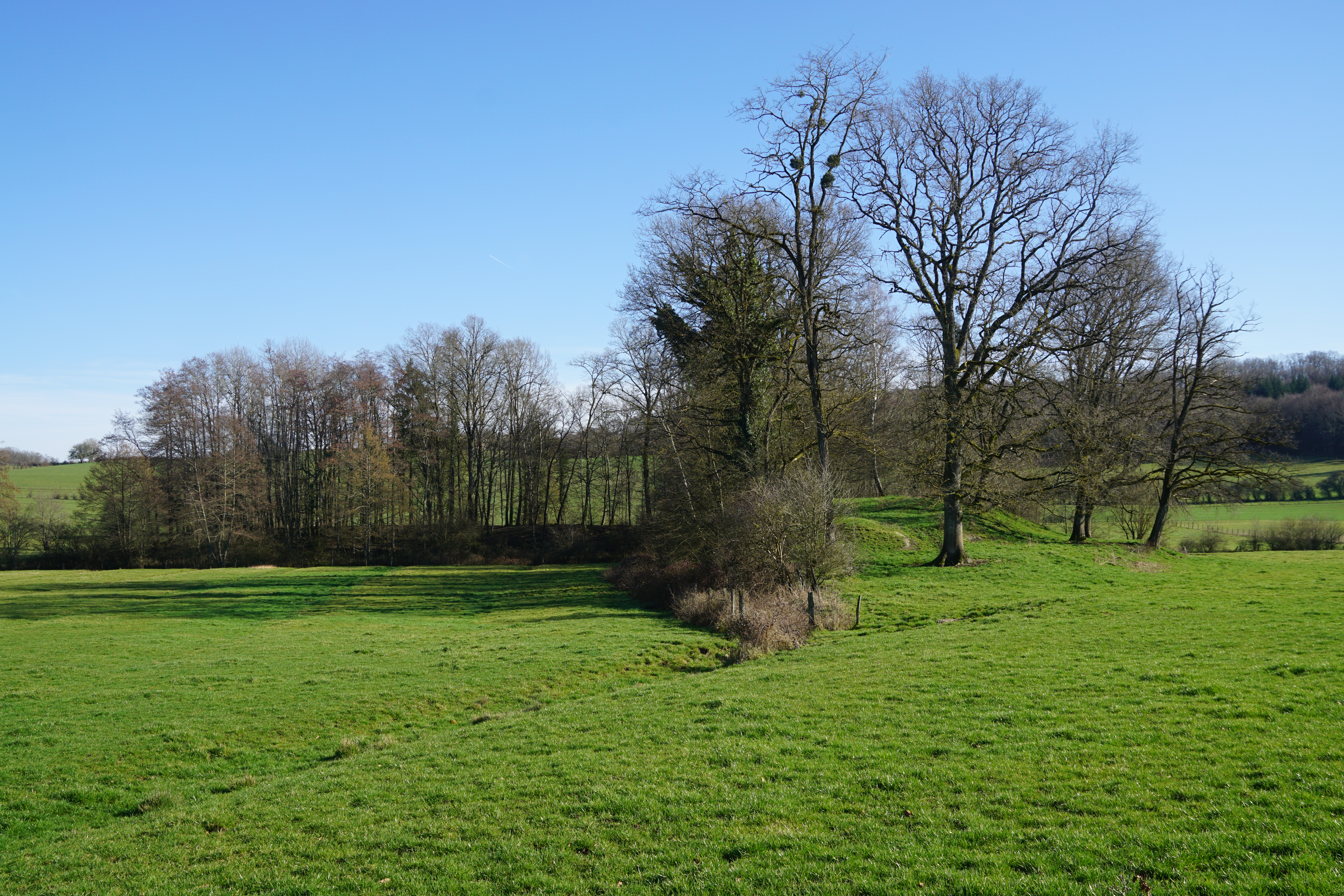
Le terril Sainte-Barbe.
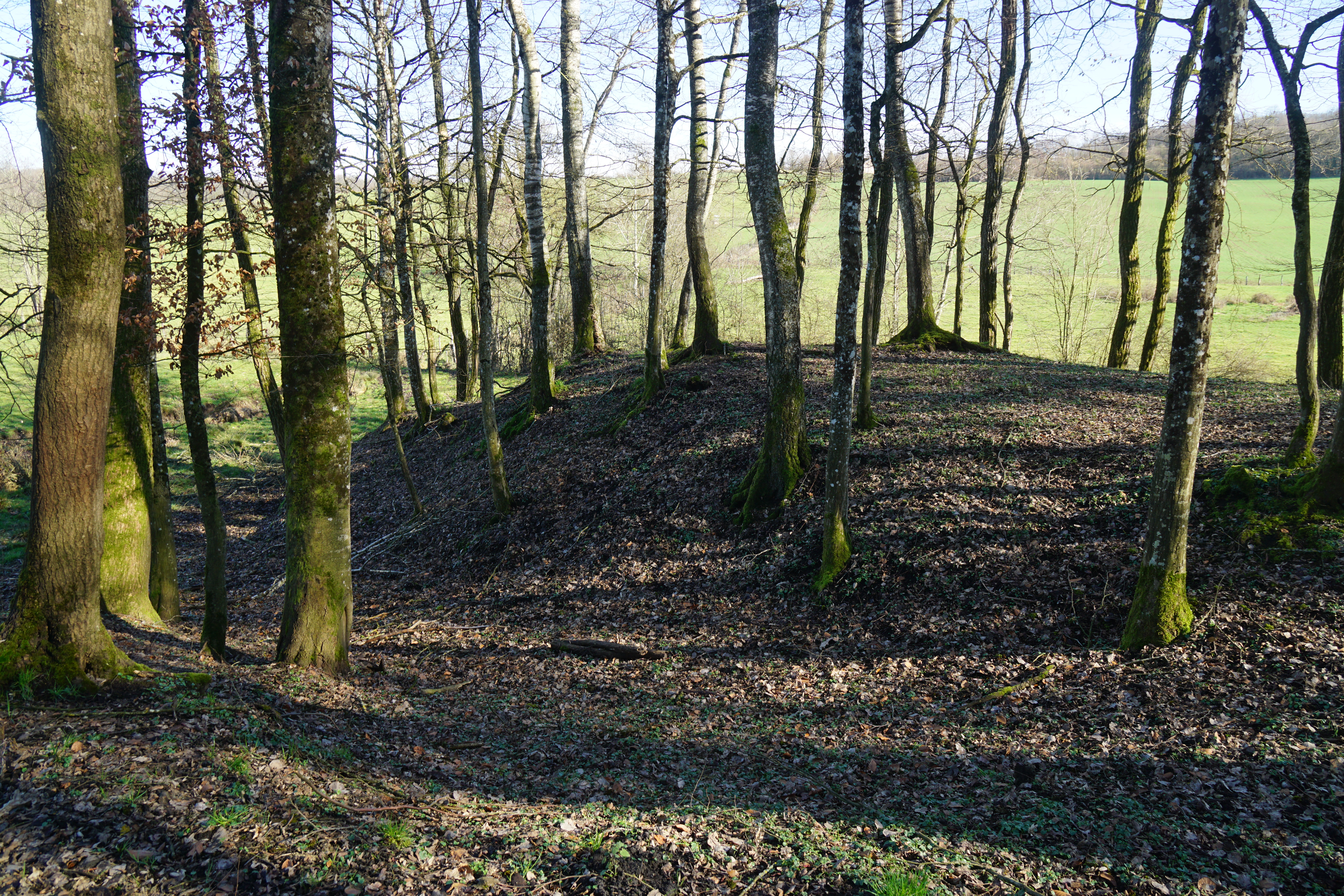
Les zones de déversement du terril.
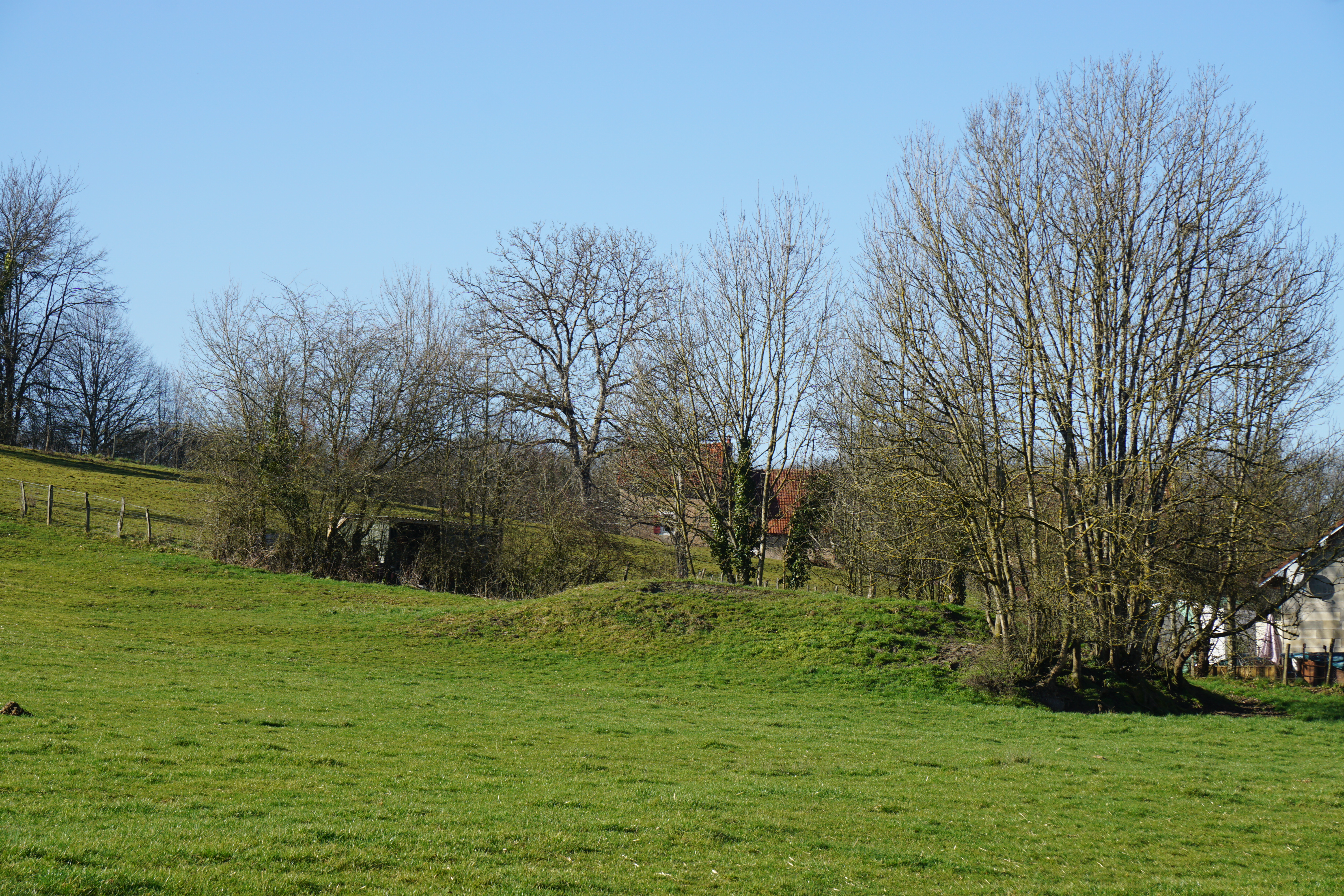
Le terril du puits Sallot.
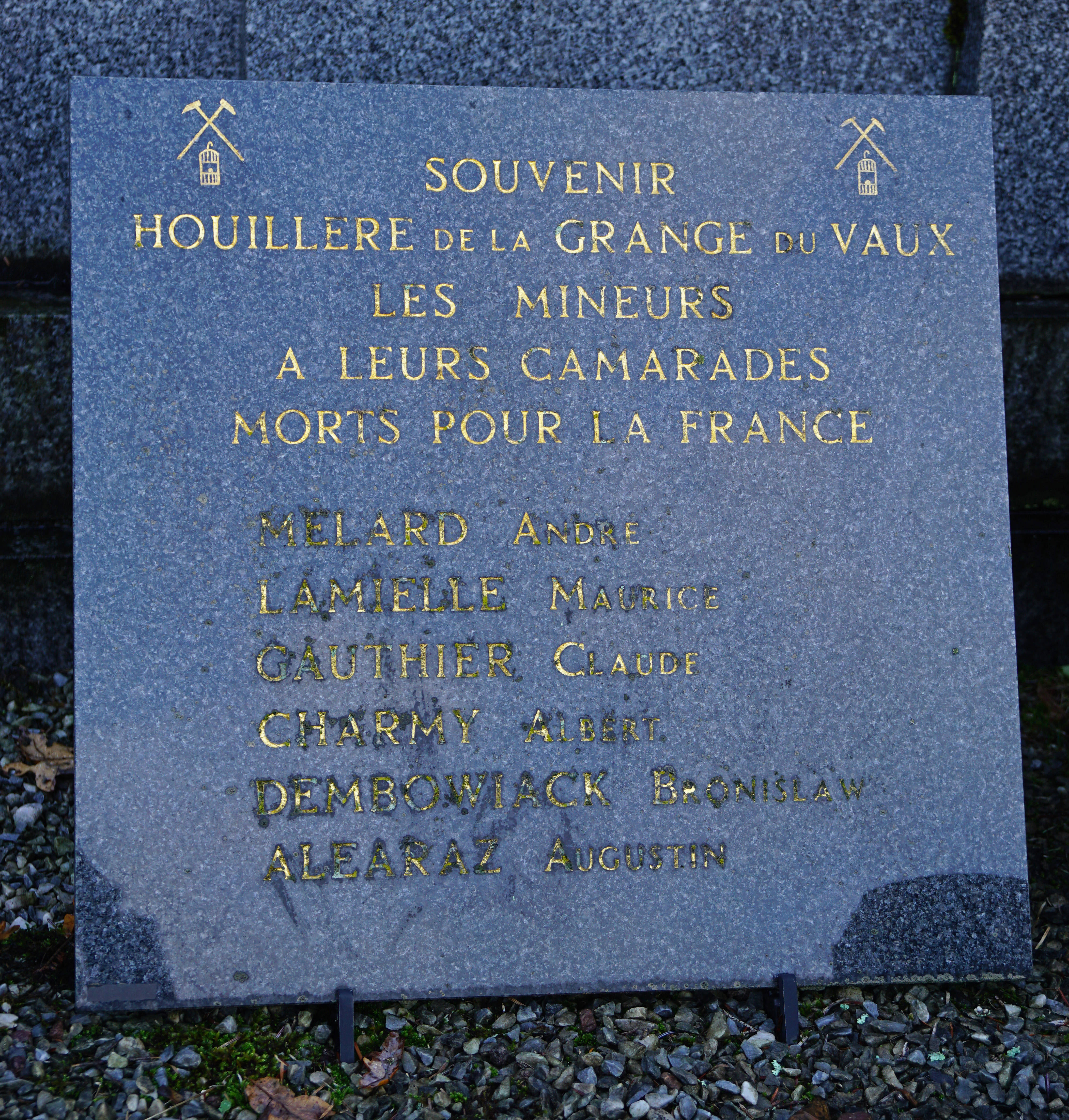
Plaque des mineurs morts pour la France pendant la Seconde Guerre mondiale.

### Personnalités liées à la commune
- Victor Genoux-Prachée, homme politique né le 12 juin 1854 à Vy-lès-Lure

### Héraldique
D'azur à la fasce d'or chargée de trois roses de gueules accompagnée en chef d'un lion d'or et en pointe d'une brebis paissante et contournée d'argent.